# 稲葉貴子
稲葉 貴子（いなば あつこ、1974年3月13日 - ）は、日本の歌手・タレント。かつてハロー!プロジェクトに所属していた。愛称はあっちゅ、あっちゃん。
大阪府吹田市出身。血液型A型。所属していた芸能事務所は吉本興業→アップフロントプロモーション（旧：アップフロントエージェンシー）。

## 所属ユニット
- 大阪パフォーマンスドール（1993年 - 1996年）
- 太陽とシスコムーン（T&Cボンバー） （1999年 - 2000年）
- シャッフルユニット
  - 青色7 （2000年）
  - 7AIR （2003年）
  - H.P.オールスターズ （2004年） - C/Wの「三角関係」も松浦亜弥・大谷雅恵・柴田あゆみとともに歌っている。
  - プリプリピンク （2005年）
- (s)pirit color（2014年 - ）

## 来歴
- 1993年4月、大阪パフォーマンスドール（通称：OPD。吉本興業）に加入。フロントメンバーの5人に選ばれ11月にCDデビュー。
- 1996年、大阪パフォーマンスドールから古谷文乃とともに卒業。
- テレビ東京『ASAYAN』のオーディションに参加し、信田美帆・小湊美和・RuRuとともに合格。 1999年4月21日に「太陽とシスコムーン」（後のT&Cボンバー）としてデビューし、センターポジションで活躍。
- 2000年10月9日、T&Cボンバー解散。
- 2001年、吉本興業からアップフロントへ移籍、ハロー!プロジェクトのメンバーの振り付けやコーラス、コンサートMC等を担当。
- 2009年3月31日、ハロー!プロジェクトを卒業。
- 2009年10月30日、アップフロントエージェンシー（現：アップフロントプロモーション）との契約終了と引退を発表[1]。翌11月からはアップフロントの関連会社でスタッフとなった。
- 2014年7月、自身のTwitterでOPD時代の仲間である古谷文乃との音楽ユニット「Pirit color（ピリットカラー）」の結成を発表[2]。さらにユニットとしてのTwitterアカウントも開設[3]。
- 2020年1月、ユニット名の表記を「(s)pirit color」に変更[4]。

## 人物
- 身長：151cmと小柄ながら、派手なダンス・パフォーマンスで知られる。
- T&Cボンバー解散後も最終的にはただひとりハロー!プロジェクトに残り、同学年で最年長の中澤裕子を支えるサブリーダー的立場で、振り付け指導やコンサートのMC等と言った縁の下の力持ち的存在を務め、他メンバーから厚い信頼を集めていた。
- 『ハロー!モーニング。』や『おはスタ』では、モーニング娘。の楽曲のダンス講座を担当した事もある。
- 中澤とは、同じ関西出身であることや『アイドルをさがせ!』でダブルMCを務めていた時期もあり、親交は深い。

## 主な出演

### バラエティ番組
- 天使のU・B・U・G（1994年 - 1995年3月、フジテレビ）
- ゲームカタログII（1995年4月 - 9月、テレビ朝日他）
- アイドルをさがせ!（2001年4月 - 2002年3月、テレビ東京系）
- おはスタ（2002年11月 - 12月、テレビ東京系）

### テレビドラマ
- 新・美少女日記（2001年10月 - 12月、テレビ東京系）
- 美少女日記III「リトルホスピタル」（2003年1月 - 3月、テレビ東京系）

### ラジオ
- 今田耕司・東野幸治のCome on FUNKY Lips!（1994年 - 1995年、文化放送）
- いきなりイナバ★よろしくヨッスィー（2003年4月6日 - 2004年3月27日、CBCラジオ）
- TBC FUNふぃーるど・モーレツモーダッシュ（2005年6月27日 - 7月8日、東北放送）

### 映画
- レズパラ （1997年）声優
- カントリー・ガール北海道牧場物語（2000年7月）
- 青春ばかちん料理塾（2003年9月）

### ミュージカル
- LOVEセンチュリー -夢はみなけりゃ始まらない-（2001年）
- モーニング・タウン （2002年）
- けん&メリーのメリケン粉オンステージ!（2003年）
- おかえり（2004年）
- Girl's Knight（2006年）

### 舞台
- 劇団シニアグラフィティ 昭和歌謡シアター 終着駅（2006年）
- 劇団シニアグラフィティ 昭和歌謡シアター 時の流れに身をまかせ（2006年）
- 江戸から着信!? 〜タイムスリップ to 圏外〜（2006年）
- 剣狼 -KENROH-（2006年）
- 眠れぬ夜のホンキートンクブルースEPISODE1〜上京編〜（2007年）
- 私を土星に連れてって! 〜RPG Fly Me To The Saturn〜（2007年）
- 劇団シニアグラフィティ 昭和歌謡シアター 東京（2007年）

### イベント
- 保田圭・稲葉貴子・アヤカの日帰りバス旅行（2005年3月12日）
- 保田圭・稲葉貴子・アヤカの1泊2日バス旅行in長野（2005年5月14日・15日）
- 保田圭・稲葉貴子・アヤカの1泊2日バス旅行in長野Part2（2006年6月10日・11日）
- 保田圭・稲葉貴子・アヤカの1泊2日バス旅行in長野Part3（2007年6月2日・3日）
- レストランライブ カジュアルディナーショー
- ファンクラブ限定パシフィックヘブンイベント

### WEB
- 第6回・第16回ハロプロビデオチャット（2005年4月22日・7月11日、ハロー!プロジェクト on フレッツ）